# Bloemfontein Celtic
Bloemfontein Celtic FC este o echipă de fotbal din Africa de Sud.